# Loi pour l'accès au logement et un urbanisme rénové
Pour les articles homonymes, voir ALUR.
Lire en ligne

Texte à jour ou texte initialement promulgué

La loi no 2014-366 du 24 mars 2014 pour l'accès au logement et un urbanisme rénové, dite loi ALUR ou loi Duflot II, est une loi française relative au logement.
Traduction législative de la proposition 22 du programme présidentiel de François Hollande et portée au Parlement par Cécile Duflot, la loi vise notamment à instaurer un encadrement des loyers et une garantie universelle des loyers, elle modifie de nombreuses dispositions législatives sur la vente et la location de logements, l'attribution des logements sociaux, les normes de construction, change des principes importants en urbanisme, en particulier la suppression du coefficient d'occupation des sols, le dessaisissement des communes au profit des intercommunalités en matière de conception et d'application du plan local d'urbanisme (PLU) qui devient un plan local d'urbanisme intercommunal (PLUI).
La loi, qui compte 177 articles et s'étend sur 150 pages de textes législatifs et réglementaires, fait l'objet de vives critiques de la part des professionnels du logement et d'économistes libéraux qui l'accusent d'avoir freiné la construction et de décourager les investisseurs. Estimant que la loi coûte au pays entre 0,4 et 0,5 point de croissance économique, le premier ministre Manuel Valls décide le 29 août 2014 de réformer la partie de la loi qu'il estime gêner le plus la construction et la croissance,.

## Genèse du texte

### Objectifs du gouvernement
Cette loi s'inscrit dans un programme gouvernemental plus large en matière de construction (objectif de 500 000 logements neufs par an), un projet de plan de lutte contre la pauvreté et contre l’exclusion sociale et un projet de transition écologique.
Pour Cécile Duflot, le but est : « réguler le marché, protéger les citoyens et innover pour mieux construire. »
- Dans le cadre de la logique de régulation, il est question d'« encadrer durablement les loyers », de « simplifier et sécuriser la location », de « rééquilibrer les coûts du logement », de « donner des règles claires aux professionnels », d'« engager la transition écologique » et de « moderniser les règles d'urbanisme »[4] ;
- Dans le cadre de la logique de protection, il est question : de garantir les loyers, de lutter contre l'habitat indigne, de politique d'hébergement orientée vers le relogement, de prévenir la dégradation des copropriétés[4] ;
- Dans le cadre de la dynamique d'innovation, il est question de « favoriser le développement des formes d'habitat alternatif » et d'« introduire plus de transparence dans le logement social »[4].

La loi vise à produire des villes et logements plus soutenables ; moins énergivores et construits en répondant aux besoins, en limitant l'étalement urbain par la densification urbaine des quartiers pavillonnaires, et en stoppant l'artificialisation des derniers milieux naturels et agricoles périurbains y compris par les implantations commerciales et leurs parkings très consommateurs d'espace.

### Réserves des économistes du Conseil d'analyse économique
Dans la note numéro dix du Conseil d'analyse économique (CAE), publiée en octobre 2013, les auteurs, Étienne Wasmer et Alain Trannoy, critiquent deux points de la loi Alur : l'encadrement des loyers et la garantie universelle des loyers.
Concernant le premier point, ils estiment que l'évaluation de loyer de référence sera très difficile et estiment qu'« avant toute généralisation, il serait indispensable de procéder à une expérimentation préalable dans des zones pilotes. »
Concernant le second point, au lieu de ce mécanisme et de la garantie universelle des loyers (GUL), ils proposent l'institution de commissions paritaires locales chargées de ces contentieux à la manière de ce qui se fait au Québec.
Bien que le CAE soit chargé de conseiller le premier ministre, si l'on en croit Le Journal du dimanche, le cabinet du ministre aurait estimé que ces deux économistes étaient des "ultra-libéraux" et que leur note était « déconnectée du marché et de la culture française ».

### Parcours législatif
- Le projet de loi est présenté le 26 juin 2013 en première lecture à l'assemblée nationale[8].
- Le projet de loi est adopté en première lecture à l'assemblée le 17 septembre 2013.
- Adopté par le sénat en octobre 2013, après quelques retouches dont le prolongement de la trêve hivernale jusqu'au 31 mars.
- Adopté par l'Assemblée en seconde lecture le 16 janvier 2014[9].
- Adopté en seconde lecture par le Sénat le 31 janvier. Le Sénat modifie la garantie universelle des loyers (GUL) financée non plus par une taxe mais par des fonds publics[10].
- Vote définitif à l'assemblée le 19 février 2014[11].
- Le 20 mars 2014, l'essentiel de la loi Alur est jugé conforme à la constitution par le Conseil constitutionnel. Quatre points ont été retoqués, dans le cas où des personnes à charge vivent avec des personnes à faibles ressources, ce sont les ressources de l'ensemble qui doivent être prises en compte, et non celles du seul locataire ; les mesures dérogatoires à l'encadrement des loyers[12] sont assouplies ; la cession des parts sociales d'une société civile immobilière, la possibilité pour l'assemblée générale des copropriétaires de permettre des locations de courtes durée à une clientèle de passage[13].

## Les grands traits de la loi Alur

### Mesures concernant les locations

#### Encadrement des loyers
Le parti pris de la loi est d'estimer que malgré la loi du 6 juillet 1989 sur les rapports locatifs et malgré la « loi DALO », dans certaines villes ou quartiers, les loyers sont « devenus incompatibles avec le budget des ménages », la raison en serait « un marché livré à lui-même depuis des années ». Le Gouvernement cherche par cette loi à « éliminer les excès, contenir une évolution des prix supportable et ainsi protéger le budget des Français ».
La création d'observatoires locaux des loyers (association ou groupement d'intérêt public, agréés par le ministre chargé du logement, dans des conditions fixées par décret, dont la nature des données collectées et leurs conditions de transmission et d'utilisation seront fixées par décret en Conseil d'État) a pour objectif affiché de « rendre les loyers plus transparents. » Ces observatoires « peuvent être créés à l'initiative des collectivités territoriales, des établissements publics de coopération intercommunale à fiscalité propre compétents en matière d'habitat ou de l'État. Ces observatoires ont notamment pour mission de recueillir les données relatives aux loyers sur une zone géographique déterminée et de mettre à la disposition du public des résultats statistiques représentatifs sur ces données ». Ces observatoires seront obligatoires dans les zones de tension.
La loi désigne certaines zones comme « tendues » (28 agglomérations de plus de 50 000 habitants), dans lesquelles elle souhaite imposer un encadrement des prix des loyers (application de la taxe sur les logements vacants). Un arrêté préfectoral annuel y fixera (par catégorie de logement et par quartier), trois indicateurs de loyers : 
1. un loyer médian de référence ;
2. un loyer médian de référence majoré de 20 %, au-delà duquel le propriétaire ne pourra pas aller ;
3. un loyer médian de référence minoré ; loyer plancher (inférieur de 30 % au loyer médian) en deçà duquel le propriétaire pourra demander une hausse.

Un « complément de loyer exceptionnel » pourra être ajouté au loyer de base pour des logements jugés particulièrement « bien situés » ou plus confortables, mais le locataire pourra le contester auprès de la commission départementale de conciliation (CDC).
À titre historique, il est à noter que dans le passé - entre 1622 et 1649, sept arrêtés ont été pris pour imposer la réduction des loyers à Paris. L'économiste Henri Baudrillart note : « Les propriétaires n'en tinrent nul compte, et l'on assiste alors à une de ces luttes instructives entre la loi naturelle qui régit les intérêts selon les fluctuations de l'offre et de la demande, et la loi positive qui prétend la faire céder à des considérations d'humanité ou de politique ».
Après l'annulation de la mesure par la Justice fin 2017, il est constaté dans les mois suivants une fois hausse des loyers à la relocation à Paris, le taux de loyers conformes chutant de 40 % à 13 % L'encadrement des loyers est de nouveau permis pour les zones tendues, à titre expérimental pour les 5 prochains ans, par la loi Élan de 2018.

#### De nouvelles règles locatives
Cette loi vise à diminuer les tensions entre locataire et bailleur, à protéger l'acquéreur d'un logement, dans le cadre du choc de simplification qui fait passer le dossier de vente de 120 pages à 20 pages de documents.
Les frais d’agence sont désormais à la charge exclusive du propriétaire, mais pas ceux pour la rédaction du bail locatif, l’état des lieux, la visite du logement et la constitution du dossier de location, comprenant le diagnostic plomb (CREP), le diagnostic amiante, le diagnostic de performance énergétique (DPE), l'état des risques naturels et technologiques (ERNT), et le diagnostic électrique, dont le coût reste partagé entre le propriétaire et le locataire.
Concernant les charges locatives, le loueur doit tenir les pièces justificatives des charges à la disposition du locataire pendant 6 mois (au moins).
Concernant les justificatifs exigibles d’un locataire, « pour éviter les abus, une liste des justificatifs exigibles d’un locataire sera déterminée. Un formulaire type pour le bail est créé et des modalités types d’élaboration de l’état des lieux sont définies. Pour plus de justice, les meublés comme résidences principales sont soumis aux mêmes obligations que les biens loués vides, et la location de meublés touristiques est encadrée. » Si le propriétaire veut faire des travaux en cours de bail, le locataire doit laisser ces travaux se faire mais une réduction de loyer proportionnelle doit être appliquée si ces travaux durent plus de 21 jours.
Le délai de prescription passe à 3 ans pour les impayés de loyers ou de charges ou toute action dérivant d’un contrat de location ; mais le délai de réévaluations annuelles de loyer passe à 1 an.
Pour les locations meublées, le droit s'aligne sur celui de la location non-meublée, en définissant les obligations des bailleurs et des locataires, et la compétence de la commission départementale de conciliation sur les litiges relatifs aux meublés.
Les « ventes à la découpe » seront mieux encadrées (avec notamment une protection des locataires âgés). La location de meublés de tourisme sera aussi mieux encadrée.
En cas de dissolution du pacte civil de solidarité le locataire peut demander à conserver le logement à un juge qui apprécie la situation et accorde ou non ce droit, en présence du bailleur.
Pour tous les contrats de location signés à partir du 27 mars 2014
- Quand le locataire veut prendre congé de son propriétaire, il bénéficie du préavis réduit à 1 mois s’il obtient un logement social, s’il est bénéficiaire de l’Allocation aux adultes handicapés (AAH) ou pour des raisons de santé[18] ;
- Quand c'est le bailleur qui veut donner congé à son locataire (en cas de vente ou de reprise), il doit tenir compte de conditions d'âge et de revenus des locataires protégés, lesquelles ont été « assouplies »[Comment ?]. De même un bailleur achetant un logement occupé ne peut plus lui donner congé immédiatement pour revendre ou prendre le bien[18].
- Le délai de restitution au locataire du dépôt de garantie passe à 1 mois si l’état des lieux de sortie est conforme à celui d’entrée, et les intérêts dus en cas de retard sont de 10 % du loyer - hors charge - par mois de retard[18].
- En cas de colocation, un contrat type est créé, et les règles de solidarité des colocataires et de leurs cautions changent : au départ d’un colocataire, lui et sa caution, ne peuvent pas être solidaires des loyers plus de 6 mois après la délivrance du congé en bonne et due forme[18].

Dans les zones considérées comme « tendues », le locataire aura droit à un délai de préavis réduit à un mois pour quitter son logement.

#### Un dispositif non appliqué: la Garantie universelle des loyers (GUL)
Un dispositif gratuit de « garantie universelle des loyers » (GUL) devait entrer en vigueur le 1er janvier 2016. La garantie devait être active sur une durée de 18 mois et dans la limite d’un loyer médian local. Le coût de cette garantie a été estimé en 2014 à 420 millions d’euros en année pleine. Cette mesure visait le parc privé et ambitionnait de protéger les propriétaires contre les risques d'impayés, d'encourager la mise en location de logements vacants, et de prévenir les expulsions. Tous les locataires et tous les propriétaires bailleurs pourraient en bénéficier, mais les propriétaires qui le souhaitent pourraient encore lui préférer le recours à la caution.
Ce dispositif n'a finalement pas été appliqué et est remplacé par le dispositif Visale, destiné aux jeunes salariés et aux personnes en situation précaire.

#### Concernant les expulsions
Le processus d'expulsion est rendu plus difficile par : 
- La trêve hivernale des expulsions locatives concerne à présent la période du 1er novembre au 31 mars[18].
- une obligation pour tous les bailleurs personnes morales de signaler des impayés de loyers auprès des commissions de coordination des actions de prévention des expulsions locatives (Ccapex, créées par cette loi) avant l'assignation, sous peine d'irrecevabilité de celle-ci ;
- la création d'une peine de 3 ans d'emprisonnement et de 30 000 euros d'amende à l'encontre du propriétaire du fait de forcer un tiers à quitter le lieu qu'il habite, sans avoir obtenu le concours de l'État dans les conditions habituelles, à l'aide de manœuvres, menaces, voies de fait ou contraintes.

#### Protection du dépôt de garantie
Dans le futur, les dépôts de garantie pourraient éventuellement être sanctuarisés en étant déposés sur un compte ouvert auprès d'une institution financière, au nom du locataire et déblocable d'un commun accord entre le locataire et le bailleur.

### Lutte contre l'«habitat indigne»
Alors que 450 000 logements sont classés « habitat indigne » ou « indécent » en France[précision nécessaire], la loi met en place un dispositif encourageant la rénovation des copropriétés (en contraignant plus significativement s'il le faut les bailleurs à exécuter les travaux prescrits). Le législateur affiche aussi un objectif de lutte contre des marchands de sommeil.
Par exemple, les personnes condamnées pour « hébergement contraire à la dignité humaine » pourront se voir interdire l'achat de biens immobiliers destinés à la location durant 5 ans. Et un bailleur condamné à faire réaliser des travaux dans le logement loué de manière insalubre ou indigne pourra avoir une astreinte journalière fixée à 1 000 euros par jour de retard pour les bailleurs qui n'auraient pas effectué les travaux prescrits.
Ce texte veut aussi accélérer le mouvement d'installation « des détecteurs de fumée dans tous les lieux d'habitation » en renforçant la responsabilité du propriétaire. La santé des habitants est concernée par une meilleure prise en compte des risques de pollution des sols par les documents d'urbanisme ; le certificat d'urbanisme prévu à l'article L. 410-1 du code de l'urbanisme doit indiquer « si le terrain est situé sur un site répertorié sur cette carte ou sur un ancien site industriel ou de service dont le service instructeur du certificat d'urbanisme a connaissance » et « le vendeur ou le bailleur du terrain est tenu d'en informer par écrit l'acquéreur ou le locataire […]. À défaut et si une pollution constatée rend le terrain impropre à la destination précisée dans le contrat, dans un délai de deux ans à compter de la découverte de la pollution, l'acquéreur ou le locataire a le choix de demander la résolution du contrat ou, selon le cas, de se faire restituer une partie du prix de vente ou d'obtenir une réduction du loyer. L'acquéreur peut aussi demander la réhabilitation du terrain aux frais du vendeur lorsque le coût de cette réhabilitation ne paraît pas disproportionné par rapport au prix de vente. » (Un décret en Conseil d'État doit définir les modalités d'application de cet article.) Dans certains cas, des « mesures de gestion de la pollution sont définies en tenant compte de l'efficacité des techniques de réhabilitation dans des conditions économiquement acceptables ainsi que du bilan des coûts, des inconvénients et avantages des mesures envisagées ».
Après une décision d’expulsion, le « délai de grâce maximal pour quitter les lieux » est allongé (porté à trois ans) afin de prendre en compte un « recours Dalo ».
Le demandeur de logement social n'aura qu’un dossier unique à remplir, même s’il fait des demandes dans plusieurs départements.
Le dispositif spécifique de domiciliation des demandeurs d'asile est maintenu.
Le gouvernement doit produire au parlement dans les 6 mois suivant la promulgation de la loi, un rapport sur l'opportunité de « réviser le décret no 2002-120 du 30 janvier 2002 relatif aux caractéristiques du logement décent pris pour l'application de l'article 187 de la loi no 2000-1208 du 13 décembre 2000 relative à la solidarité et au renouvellement urbains » ; la définition du seuil minimal de surface habitable en deçà duquel un logement est considéré comme indécent pourrait évoluer et la loi pourrait intégrer une notion de performance énergétique dans les critères de définition du logement décent.

### Réforme des copropriétés et des professions de l'immobilier

#### Prévention et prise en charge de la dégradation des copropriétés
Claude Dilain (président de l'Agence nationale de l'habitat) estime en 2014 qu'environ 1 million  des 7 millions de logements en copropriété de France font partie de copropriétés dégradées (pour la loi de 1965, une copropriété est dite « dégradée » si l'appel des charges est inférieur à l'indice 100 et/ou quand le syndic n'est plus capable de faire ce qu'il a à faire), avec alors un risque d'engrenage de la paupérisation et de la dégradation physique du bâti.

#### Gestion des copropriétés
La gestion des copropriétés est modifiée par une réforme de la gouvernance et des mesures favorisant la réalisation des travaux.
- La copropriété peut maintenant décider de travaux dans les parties communes à la place du copropriétaire défaillant non plus à l'unanimité, mais via un vote à la majorité des voix[26].
- la loi rend obligatoire la mise en place d'un fonds de travaux, alimenté par un pourcentage des charges courantes et mobilisable en cas de travaux significatifs.
- La surélévation (source de valeur) est une solution possible, qui peut être combinée à une réhabilitation énergétique ; les propriétaires du dernier étage ne peuvent plus s'opposer à la création d'un ou de plusieurs étages supérieurs (mais ils doivent être prioritaires dans le droit d'acheter le logement situé au-dessus du leur[26] ).
Selon Philippe Pelletier, « tous les calculs montrent qu'avec le prix de vente d'appartements créés lors d'une surélévation, on peut financer la rénovation d'une copropriété[26]. »

Des dispositions visent à détecter plus vite les copropriétés en difficulté, et renforcent les outils utilisables par les pouvoirs publics. Et pour pallier le manque d’informations disponibles sur les copropriétés, un « registre d'immatriculation » est créé au niveau national.

#### Les syndics de copropriété
Les syndics doivent dorénavant ouvrir un compte bancaire pour chaque copropriété, ce qui ne leur permet plus de bénéficier d'intérêts bancaires sur la trésorerie des copropriétés qu'ils gèrent, et ne peuvent plus facturer des frais supplémentaires que dans des cas prévus par décret.

### Dispositions relatives à l'offre de construction
L'objectif du chapitre IV de la loi est de soutenir la construction de logements neufs, la loi souhaite pour cela mettre à contribution les établissements publics fonciers d'État locaux qui dans leur mission doivent aussi désormais mettre « en place des stratégies foncières afin de mobiliser du foncier et de favoriser le développement durable et la lutte contre l'étalement urbain. Ces stratégies contribuent à la réalisation de logements, notamment de logements sociaux, en tenant compte des priorités définies par les programmes locaux de l'habitat » (à créer, s'ils manquent dans certains territoires). Le droit de préemption est précisé et dans certains cas simplifié.

### Création des organismes de foncier solidaire
Afin de transcrire dans le droit français les Community Land Trust anglo-saxons[citation nécessaire], les organismes de foncier solidaire sont créés. Ils ont pour objet d'acquérir et de gérer des terrains, bâtis ou non, en vue de réaliser des logements ou des équipements collectifs, destinés à la location ou à l'accession à la propriété, à usage d'habitation principale. Les organismes de foncier solidaire sont des organismes à but non-lucratif qui doivent permettre aux ménages modestes d'accéder à la propriété grâce à la dissociation du foncier et du bâti. Cela participe à une logique anti-spéculative.

### Urbanisme
Le plan local d'urbanisme (PLU) prend plus d'importance, de même que la planification au niveau des intercommunalités pour mieux localiser les logements et les services, dans une perspective d'aménagement du territoire durable basée sur une participation citoyenne.
- L'article 135 de la loi précise comment achever le passage de la transformation du plan d'occupation des sols (POS) en PLU.
- La loi prévoit le dessaisissement des communes au bénéfice des intercommunalités pour la conception et la mise en œuvre des plans locaux d'urbanisme (PLU) qui deviennent des PLUI (jugés plus stratégiques et efficaces), toutefois, les communes les plus peuplées (25 % des communes représentant 20 % au moins de la population d'un district) pourront s’opposer à cette perte de compétence[3].

La loi cherche aussi à mieux protéger le foncier agricole et les zones naturelles, notamment grâce au PLUI qui permet aux élus de mieux contenir l’étalement urbain tout en « favoris[ant] la rénovation thermique et la lutte contre les passoires thermiques » selon Jean-Vincent Placé et Joël Labbé.

#### Promotion de l'habitat participatif, mobile et nomade
La loi encourage l'habitat participatif par deux nouveaux statuts juridiques possibles et reconnaît plusieurs formes d’habitat léger, mobile et démontable. Les documents d'urbanisme peuvent réserver des terrains où les résidences mobiles ou démontables (yourte, tipi, mobile home, caravane…) pourront s'installer,.

### Attribution des logements sociaux et des marchés fonciers
L'attribution des logements sociaux est réformée. La loi cherche à la rendre plus transparente sur les loyers et les marchés fonciers et immobiliers et elle se veut plus simple. Les partenaires sociaux d’Action logement entreront dans des rapports plus contractuels, et la gestion sera moins unilatérale par l’État.

## Une loi très diversement appréciée

### Une loi appréciée par EELV et une partie de la gauche
Pour Emmanuelle Cosse, la loi Alur est une des grandes lois de la présidence Hollande, représentative de la pensée des Verts et de la gauche. Cette loi a également de nombreux soutiens au PS, dont Martine Aubry en tête (qui a demandé l'application du dispositif à Lille, dont elle est maire), qui ont vivement protesté contre ce renoncement de François Hollande à appliquer son engagement no 22. Le PS a d'ailleurs pris position pour une application « la plus large possible du dispositif d'encadrement des loyers. ». L'UNEF a également pris position en faveur de l'encadrement des loyers, estimant que ce dispositif permet de protéger le pouvoir d'achat des étudiants. L'UNEF réclame également l'application effective de la garantie universelle des loyers pour tous, y compris les étudiants.

### Les critiques des économistes libéraux
Olivier Babeau, en septembre 2013, reprenant l'analyse économique standard, estime qu'on s'attaque aux conséquences (les prix élevés) par des mesures administratives sans s'attaquer aux causes. Dans l'analyse économique standard, les prix augmentent quand le bien est rare, d'où pour faire baisser les prix la nécessité de produire plus et, dans le cas d'espèce, de construire plus. En effet, dans le cas contraire, il y aura toujours une forte pression sur les prix liée à la pénurie. Le problème, pour cet économiste, réside dans le fait que les mesures prises vont décourager les investisseurs et donc décourager la construction : investir va devenir plus risqué avec des mesures qui tendent à bloquer les prix et à rendre l'investissement plus incertain en rendant difficile de changer de locataire. C'est ainsi que, dans une tribune publiée dans Le Monde, en août 2014, Mathieu Laine (Sciences Po Paris) la place parmi les « graves égarements » de la première partie du mandat de François Hollande, estimant qu'elle a « littéralement assassiné » toute volonté d'achat immobilier à vocation locative.

### La critique des professionnels de l'immobilier
La Fédération des professionnels de l'immobilier a demandé « la suppression des rigidités et des entraves diverses à la construction, y compris celles instaurées par la loi ALUR » ; un autre acteur du secteur, Guy Nafilyan, président du conseil d'administration de Kaufman & Broad, prend publiquement position contre cette loi en l'estimant « absurde » et « mauvaise »[pourquoi ?].
De façon plus concrète, la suppression du coefficient d'occupation des sols (COS), inventé en 1958, puis étendu à toutes les communes dotées d'un plan d'urbanisme, pose problème car il renvoie à des mesures qui risquent de mettre fin à des dérogations déjà accordées. Par ailleurs, la loi accroit considérablement la complexité administrative, ralentit le traitement des dossiers, sans empêcher la fuite des investisseurs.

### La réception de la presse internationale
La presse britannique, notamment The Economist et The Financial Times, critique durement la loi[pourquoi ?],.

### Remise en question par le gouvernement Valls 2

#### Raisons de la remise en question
Le gouvernement Valls 2 estime que la loi Alur « coûte à la France de 0,4 à 0,5 % de croissance en moins aujourd'hui ». Selon lui, la loi s'est occupée surtout des rapports entre propriétaires et locataires en négligeant de soutenir la construction. Alors que le président avait promis la construction de 500 000 nouveaux logements chaque année, de mai 2013 à mai 2014, seuls 312 000 logements ont été construits.

#### Parties de la loi revue
Manuel Valls annonce le 29 août 2014 plusieurs rectifications de la loi Duflot :
- La mesure d'encadrement des loyers ne sera appliquée qu'à Paris, « à titre expérimental[39] » et, à la demande de Martine Aubry, à Lille ;
- La garantie universelle des loyers sera « recentrée, notamment vers les jeunes salariés et les personnes en situation précaire » ;
- Par ailleurs, les professionnels se plaignant de la complexité induite par la loi, 50 mesures de simplification doivent être prises avant le 1er janvier 2015.

Ces mesures sont prises dans le cadre plus large d'une relance du logement.